# Nilda Maria
Nilda Maria Gonçalves de Pina Fernandes, mais conhecida apenas como Nilda Maria é uma política cabo-verdiana e deputada pela área eleitoral de Santiago do Sul e presidente da Fundação Cabo-verdiana de Solidariedade. 

## Biografia
Nilda Maria tem desempenhado um papel ativo  no combate ao défice habitacional de Cabo Verde e apoiado o projeto da primeira-ministra apelidado de “Operação Esperança”, que visa proporcionar habitação a todos os cidadãos. A partir de 2009, foi presidente da Fundação Cabo-verdiana de Solidariedade, entidade que promove melhores condições de vida às famílias mais carentes, nomeadamente mulheres que desempenham o papel de chefes de família, pessoas com deficiência e idosos na sociedade. No seu quarto aniversário, o projeto Operação Esperança contabilizou mais de 18 mil beneficiários, incluindo a renovação e construção de novas moradias  para cabo-verdianos que residem no país, em Moçambique e em São Tomé e Príncipe.  